# Seneca (Caroline du Sud)
Pour les articles homonymes, voir Seneca.
Seneca est une ville du comté d'Oconee, situé en Caroline du Sud, aux États-Unis.

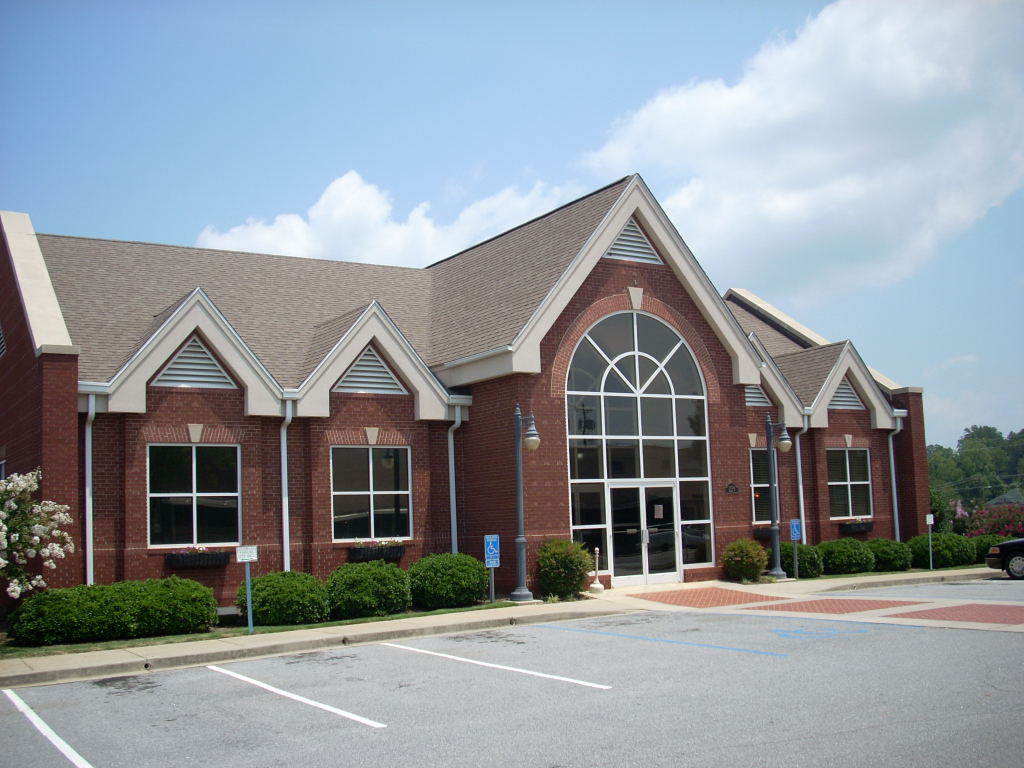
La mairie de Seneca

Sa population a atteint 8 102 habitants au recensement de 2010. Elle est située sur la rive sud du lac Keowee, à 190 km au nord-ouest de Columbia, la capitale de l'État.

## Démographie
| 1880 | 1900 | 1910  | 1920  | 1930  | 1940  |
| ---- | ---- | ----- | ----- | ----- | ----- |
| 382  | 920  | 1 313 | 1 460 | 1 929 | 2 155 |

| 1950  | 1960  | 1970  | 1980  | 1990  | 2000  |
| ----- | ----- | ----- | ----- | ----- | ----- |
| 3 649 | 5 227 | 6 027 | 7 436 | 7 726 | 7 652 |

| 2010  | - | - | - | - | - |
| ----- | - | - | - | - | - |
| 8 102 | - | - | - | - | - |